# Dyscinetus olivaceus
Dyscinetus olivaceus är en skalbaggsart som beskrevs av Höhne 1923. Dyscinetus olivaceus ingår i släktet Dyscinetus och familjen Dynastidae. Inga underarter finns listade i Catalogue of Life.